# Témoignage involontaire
 (mars 2024).
La mise en forme du texte ne suit pas les recommandations de Wikipédia : il faut le « wikifier ».
Les points d'amélioration suivants sont les cas les plus fréquents. Le détail des points à revoir est peut-être précisé sur la page de discussion.
- Les titres sont pré-formatés par le logiciel. Ils ne sont ni en capitales, ni en gras.
- Le texte ne doit pas être écrit en capitales (les noms de famille non plus), ni en gras, ni en italique, ni en « petit »…
- Le gras n'est utilisé que pour surligner le titre de l'article dans l'introduction, une seule fois.
- L'italique est rarement utilisé : mots en langue étrangère, titres d'œuvres, noms de bateaux, etc.
- Les citations ne sont pas en italique mais en corps de texte normal. Elles sont entourées par des guillemets français : « et ».
- Les listes à puces sont à éviter, des paragraphes rédigés étant largement préférés. Les tableaux sont à réserver à la présentation de données structurées (résultats, etc.).
- Les appels de note de bas de page (petits chiffres en exposant, introduits par l'outil «  Source ») sont à placer entre la fin de phrase et le point final[comme ça].
- Les liens internes (vers d'autres articles de Wikipédia) sont à choisir avec parcimonie. Créez des liens vers des articles approfondissant le sujet. Les termes génériques sans rapport avec le sujet sont à éviter, ainsi que les répétitions de liens vers un même terme.
- Les liens externes sont à placer uniquement dans une section « Liens externes », à la fin de l'article. Ces liens sont à choisir avec parcimonie suivant les règles définies. Si un lien sert de source à l'article, son insertion dans le texte est à faire par les notes de bas de page.
- La présentation des références doit suivre les conventions bibliographiques. Il est recommandé d'utiliser les modèles {{Ouvrage}}, {{Chapitre}}, {{Article}}, {{Lien web}} et/ou {{Bibliographie}}. Le mode d'édition visuel peut mettre en forme automatiquement les références.
- Insérer une infobox (cadre d'informations à droite) n'est pas obligatoire pour parachever la mise en page.

Pour une aide détaillée, merci de consulter Aide:Wikification.
Si vous pensez que ces points ont été résolus, vous pouvez retirer ce bandeau et améliorer la mise en forme d'un autre article.
 (mars 2024).
Le témoignage involontaire est l'évidence non intentionnelle fournie par des sources historiques. Il peut refléter les attitudes et les préconceptions d'un auteur, ou de la culture à laquelle il ou elle appartient. La reconnaissance et l'interprétation du témoignage involontaire par les historiens reconnaissent que les sources primaires peuvent contenir des défauts ainsi que plusieurs couches de preuves, et qu'il existe des messages qui ne sont pas explicites.

## Origine
La phrase "témoignage involontaire" a été inventée par l'historien britannique Arthur Marwick de l'Open University,. Marwick a cependant reconnu qu'il avait adopté et développé le concept à partir de quelques remarques antérieures faites par l'historien américain des sciences, Henry Guerlac,,. Marwick l'a défini comme une caractéristique de la preuve historique à distinguer du "témoignage conscient", qui est le message de la source primaire intentionnellement exprimé par l'auteur. Les témoignages conscients et inconscients peuvent s'appliquer à la fois à la source primaire elle-même ou à l'historien qui construit une source secondaire.
Le témoignage involontaire a été utilisé par les historiens pour établir les croyances et coutumes des sociétés passées, en particulier dans leur interprétation des mots et des phrases, qui ont tendance à changer de sens avec le temps. Il ne fait pas référence au témoignage lui-même, mais à l'intention de l'écrivain, de l'auteur ou du créateur de la source historique,. La nature involontaire du témoignage inclut les points de vue culturellement conditionnés de l'observateur sur les événements, ce que certains chercheurs disent pouvoir entraîner un échec dans la compréhension des textes historiques s'ils sont ignorés. Outre l'intention de l'auteur, l'utilité pour le lecteur est également considérée comme un facteur important dans le témoignage involontaire. Le concept a également été appliqué au cinéma par Karsten Fledelius, faisant référence aux aspects incidentels de la réalité qui se sont glissés dans la caméra et ont été enregistrés involontairement.